# Сенчина Людмила Петрівна
Людми́ла Петрі́вна Се́нчина (нар. 13 грудня 1950, Кудрявці (тепер село Кудрявське), Братський район, Миколаївська область, Українська РСР — 25 січня 2018, Санкт-Петербург, Росія)  — радянська і російська співачка, сопрано, Заслужена артистка України (2003), Народна артистка Росії (2002).

## Життєпис
Мати Сара Олексіївна працювала вчителькою, батько був культосвітнім працівником. За словами акторки при реєстрації батько сам вказав дату 13 січня 1948 року.
Коли Людмилі було 10 років, її батька запросили на роботу в Кривий Ріг, де Людмила опанувала російську. По завершенню середньої школи № 95 поїхала до Ленінграда (тепер Санкт-Петербург). У 1966 році Сенчина вступила на навчання в музичне училище імені Римського-Корсакова при Ленінградській консерваторії. Після закінчення училища в 1970 році почала працювати в Театрі музичної комедії. У 1975 році пішла з театру, щоб стати солісткою естрадного оркестру, де працювала понад 3 роки. Була одружена тричі.
Людмила Сенчина здобула славу завдяки пісні «Попелюшка» («Золушка»), яку вона виконала на «Блакитному вогнику» 1970 року. Популярний також романс «Белой акации гроздья душистые» («Білої акації грона духмяні») у її виконанні.
Померла після тривалої важкої хвороби 25 січня 2018 року у Санкт-Петербурзі в Росії.

## Громадянська позиція
У березні 2014 року підписала листа на підтримку політики президента Росії Володимира Путіна щодо російської військової інтервенції в Україну.

## Фільмографія
- 1970 — Чарівна сила мистецтва — вчителька
- 1971 — Шельменко-денщик — Пріся
- 1972 — Після ярмарку — Павлинка
- 1977 — Озброєний і дуже небезпечний — Жулі, співачка з кабаре
- 1985 — Блакитні міста (фільм-концерт на музику Андрія Петрова)

## Сім'я
- Перший чоловік — соліст Ленінградської оперети В'ячеслав Тімошин
  - син В'ячеслав Тімошин, проживає в Америці
- Другий чоловік — Стас Намін
- Третій чоловік — продюсер Володимир Андрєєв